# 鈴村順三
鈴村 順三（すずむら よしかず、1947年 - ）は、日本の理論物理学者。専門は物性物理学（物性理論）。名古屋大学大学院理学研究科名誉教授。理学博士。

## 来歴
1947年4月、三重県に生まれた。
1970年に名古屋大学を卒業。1972年に東京大学大学院理学系研究科の修士課程、1975年に同大学大学院の博士課程を修了した。学位論文は『Peierls転移における揺動効果』である。
1975年から1990年まで東北大学理学部物理学第二学科の助手、1990年から2000年まで名古屋大学理学部物理学科の助教授、2000年から2012年まで名古屋大学大学院理学研究科の教授を歴任した。
その間に、名城大学理工学部メカトロニクス工学科の講師を兼任した。
2012年に定年退職し、名古屋大学大学院理学研究科名誉教授となる。
専門は主に低次元系・有機導体の物性理論である。有機導体とは大学院時代に出会った。より詳細な研究内容については出典に詳しい。

## 受賞歴
- 2009年：第14回日本物理学会論文賞[5]

## 著作
- J. R. Hook, H. E. Hall 著、福山秀敏、松浦民房、鈴村順三、黒田義浩 訳『フック・ホール固体物理学入門 上』丸善、2002年2月1日。ISBN 9784621049631。
- J. R. Hook, H. E. Hall 著、福山秀敏、松浦民房、鈴村順三、黒田義浩 訳『フック・ホール固体物理学入門 下』丸善、2002年3月1日。ISBN 9784621049648。
- 鈴村順三、大島隆義、大澤幸治『理工学の基礎 力学』培風館、2005年11月1日。ISBN 9784563022686。
- 大島隆義、大澤幸治、鈴村順三『理工学の基礎 電磁気学』培風館、2009年3月1日。ISBN 9784563022815。